# Karl Freiherr von Bothmer

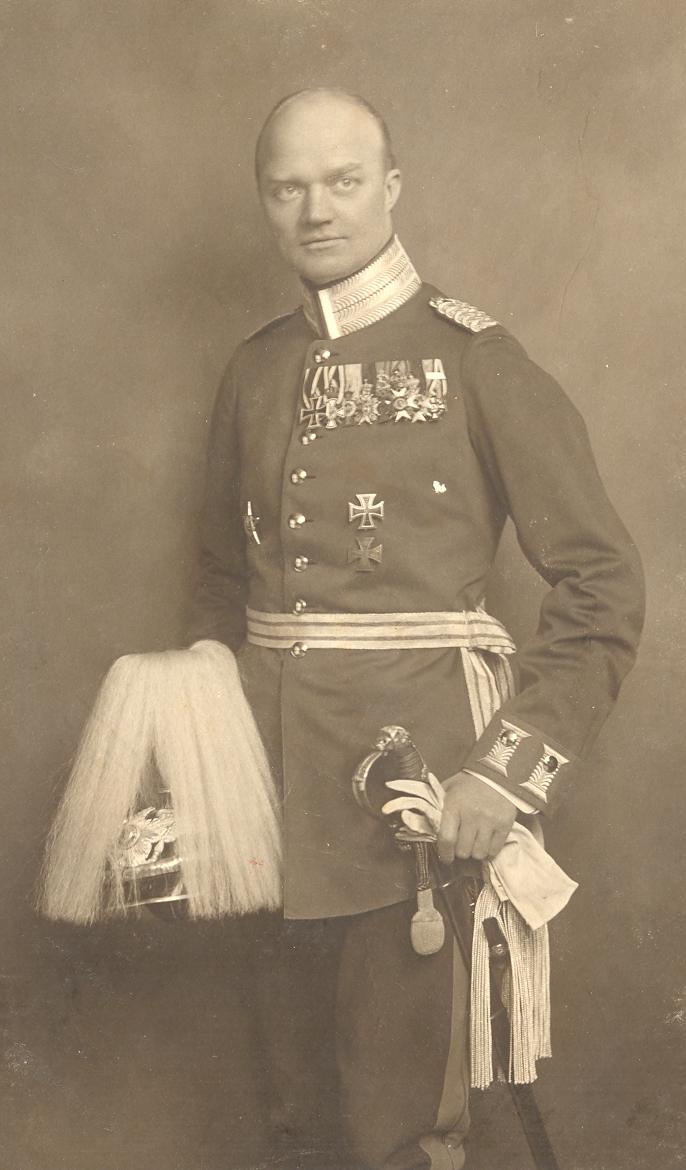
Karl Freiherr von Bothmer, 1919

Karl Bernhard Ludwig Ferdinand Freiherr von Bothmer (* 22. Dezember 1880 in Greifswald; † 6. April 1947 in Belgrad) war Generalstabsoffizier, Teilnehmer an beiden Weltkriegen, Landbundgeschäftsführer, Historiker und Familienforscher.

## Leben und Familie
Karl Freiherr von Bothmer entstammte der freiherrlichen Linie von Bothmer, Haus Bennemühlen. Er ist Sohn des Landgerichtsrates Bernhard Freiherr von Bothmer und seiner Frau  Gertrud, geborene von Borcke. Sein Großvater war der königlich Hannoversche Justizrat Karl von Bothmer, Karow, der Abgeordneter in der Frankfurter Nationalversammlung 1848 in der Paulskirche war.
1906 heiratete Bothmer Ruth von Henninges. Die Tochter Gudrun wurde 1907 geboren. Bothmer war seit 1919 Archivar und seit 1935 bis zu seinem Tode Ältester der Gesamtfamilie von Bothmer. 1935 Gründung des Nachrichtenblattes der Gesamtfamilie von Bothmer, als dessen Herausgeber er fungierte. Zahlreiche Forschungen zu der Geschichte der Familien von Bothmer, von Henninges, von Schilden. Seine historischen Forschungen beziehen sich hauptsächlich auf militärhistorische Fragen.

## Berufe
1893–98 war Bothmer Kadett in Köslin und Groß-Lichterfelde. Anschließend wurde er als Portepeefähnrich dem Braunschweigischen Infanterie-Regiment Nr. 92 der Preußischen Armee überwiesen. Bei Ausbruch des Ersten Weltkrieges war Bothmer als Hauptmann im Generalstab beim Chef des Feldeisenbahnwesens Ost eingeteilt und nahm an der Schlacht bei Tannenberg teil. Nach verschiedenen Verwendungen in Polen, Galizien, den Karpaten, Frankreich (Verdun) und Flandern als Major war er von April bis August 1918 Vertreter der Obersten Heeresleitung an der kaiserlichen Botschaft in Moskau. Seine Aufgabe war, über die Rückführung der deutschen Kriegsgefangenen in sowjetischen Lagern zu verhandeln. Bothmer war im Sommer 1918 zusammen mit Wilhelm Henning Wortführer einer Gruppe von Botschaftsangehörigen, die – im Widerspruch zur Konzeption des verantwortlichen Staatssekretärs Richard von Kühlmann – eine sofortige Intervention in den Russischen Bürgerkrieg und die Besetzung Moskaus und Petrograds durch deutsche Truppen forderte.  Am 25. Juni 1918 notierte Bothmer in seinem Tagebuch:

„Ich würde gern mal ein paar 100 der Judenbengels nebeneinander (…) an der Kreml-Mauer hängen sehen. Möglichst so, dass der Tod langsam eintritt, um die Wirkung zu erhöhen.“

Diese antisemitische Bemerkung strich er für die Veröffentlichung seines Tagebuches im Jahr 1922.

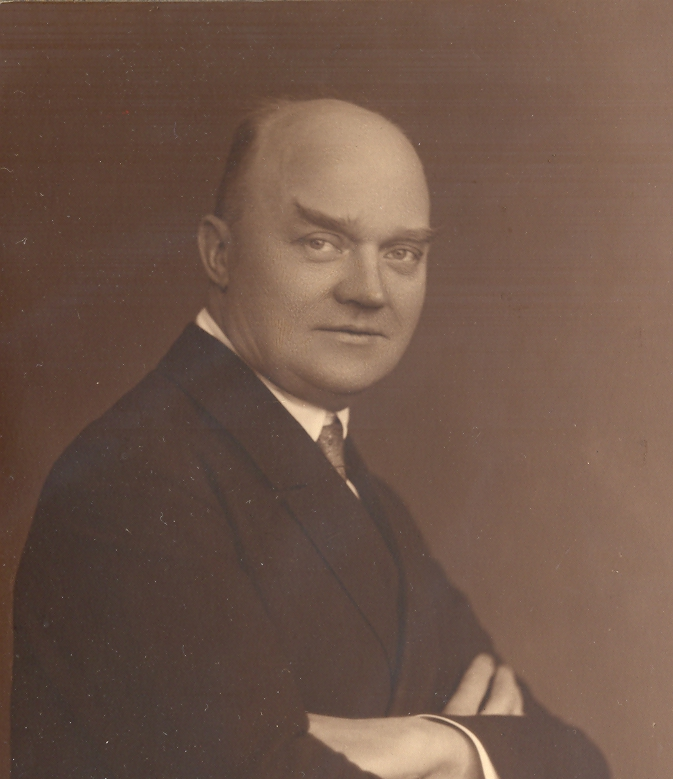
Karl Freiherr von Bothmer, 1927

Nach dem Krieg nahm er am Kapp-Putsch teil. Bothmer wurde 1920 aus der Armee entlassen und arbeitete ab 1922 als Geschäftsführer des pommerschen Landbundes Kreis Arnswalde, in dem er besonders die wirtschaftsfriedliche Arbeiterbewegung förderte. 1934 wurde er nach der Gleichschaltung des Landbundes im Reichsnährstand entlassen. 1924–34 war er zudem Führer der Bismarckjugend der Deutschnationalen Volkspartei, DNVP, im Kreise Arnswalde.
1934 trat er als Major (E-Offizier) in die Reichswehr ein, wurde in die Wehrmacht übernommen und nahm 1939 am Überfall auf Polen teil. Als Oberst war er ab 1941 Feldkommandant in Niš. Seine schriftliche Weigerung gegenüber den vorgesetzten Dienststellen, den Hitler-Befehl durchzuführen, für einen durch Partisanen getöteten deutschen Soldaten 100 Geiseln zu erschießen, führte 1943 zur Entlassung aus der Wehrmacht. 1947 wurde Bothmer vom Untersuchungsrichter Fred Kaufmann bei den Nürnberger Prozessen als Zeuge der Anklage gesucht, um gegenüber der von der Verteidigung vorgebrachten Behauptung des Befehlsnotstandes nachzuweisen, dass es „Handlungsspielräume“ für Offiziere gegeben hat. Zu dem Zeitpunkt war er jedoch bereits selbst von einem jugoslawischen Gericht als Kriegsverbrecher verurteilt und erschossen worden.
Auf dem Friedhof von Lucklum erinnert ein Gedenkstein an ihn.

## Werke
- ca. 70 Artikel in Zeitschriften und Tageszeitungen zur Politik der DNVP, des Landbundes und zur Bismarckjugend
- zahlreiche Aufsätze zur Familiengeschichte und Heraldik
- Mit Graf Mirbach in Moskau. Tagebuchaufzeichnungen und Aktenstücke vom 19. April bis 24. August 1918. Osiander’sche Buchhandlung, Tübingen 1922; russische Übersetzung: The Edwin Mellen Press, Lewiston (N.Y.) 1999.
- Aus den Erinnerungen des Hans Kaspar von Bothmer. Lehr- und Wanderjahre eines hannoversch-englischen Staatsmannes um 1700. Hrsg. v. Karl Freiherr von Bothmer und Georg Schnath. August Lax Verlag, Hildesheim/Leipzig 1936.
- Die Schlacht vor der Drakenburg am 23. Mai 1547. Eine historisch-militärische Studie. In: Niedersächsisches Jahrbuch für Landesgeschichte. Bd. 15, 1938, S. 85–104.
- (anonym) Das verstärkte Grenzwacht-Regiment Freiherr von Bothmer im Polen-Feldzug 1939 von einem Mitkämpfer. Verlag Bütower Anzeiger, Bütow in Pommern o. J.
- Karl Freiherr von Bothmer: Moskauer Tagebuch 1918. Hrsg. von Gernot Böhme. Schöningh, Paderborn 2010, ISBN 978-3-506-76519-2.